# Typhlodromips extrasetus
Typhlodromips extrasetus är en spindeldjursart som beskrevs av Moraes, Oliveira och Zannou 200. Typhlodromips extrasetus ingår i släktet Typhlodromips och familjen Phytoseiidae. Inga underarter finns listade i Catalogue of Life.